# Bloqueo de Wikipedia en Venezuela
El bloqueo de Wikipedia en Venezuela, durante enero de 2019, consiste en la censura de Wikipedia en general por parte de la empresa estatal CANTV, el principal distribuidor de telecomunicaciones, y el sistema de nombres de dominio. El bloqueo se reporta haber comenzado el 12 de enero hasta aproximadamente el 18 de enero, repitiéndose un bloqueo parcial el 23 de enero, y afectada durante cortes de Internet regionales como el del 26 al 27 de enero. De acuerdo a la cantidad de usuarios de CANTV, la decisión del bloqueo afectó a aproximadamente 1,5 millones de personas en toda Venezuela.

## Contexto
El bloqueo de Wikipedia ocurrió en medio de varios conflictos de ediciones que se desarrollaron en torno a los artículos de Nicolás Maduro, Juan Guaidó, presidencia de Venezuela. El motivo de los conflictos fueron los diferentes aportes de forma discrepante y a propio criterio que wikipedistas e IPs anónimas hicieron acerca de la reelección de Nicolás Maduro como presidente de Venezuela para el período 2019-2025, la proclamación de presidente de la República de Juan Guaidó, presidente de la Asamblea Nacional de Venezuela, así como sobre la cronología de la presidencia.

## Bloqueo
En la tarde del 12 de enero de 2019, el observatorio de internet NetBlocks recolectó evidencia técnica del bloqueo de todas las ediciones de Wikipedia en Venezuela. Las restricciones fueron implementadas por CANTV, el proveedor de telecomunicaciones más grande del país. NetBlocks identificó una interrupción importante de la red afectando a la infraestructura de telecomunicaciones, que coincidió con otras restricciones afectando la capacidad de los venezolanos para acceder a la información en las 24 h previas. Se cree que la causa es un intento de suprimir el artículo de Wikipedia del recién nombrado presidente de la Asamblea Nacional Juan Guaidó, que lo incluía como «51.° Presidente de la República Bolivariana de Venezuela». La información recolectada también muestra varios sitios web que recientemente habían sido restringidos, significando que la inestabilidad política en el país puede ser la causa principal de un régimen mayor control del Internet.
El observatorio VE sin Filtro también recolectó información sobre el bloqueo, informando que consiste en un bloqueo irregularmente efectivo, un bloqueo HTTP filtrando según el SNI (Server Name Indication) e impidiendo que se establezca la conexión con el servidor, con alta frecuencia. El grupo reportó que pensaron que el bloqueo había cesado el 13 de enero a las 16:50, pero sus mediciones con bloqueos volvieron luego y borraron el mensaje con la información incorrecta.
De igual manera varios medios señalaron a Wikipedia indirecta o directamente de tomar partido por algún bando.El 23 de enero tras la juramentación del político Guaidó, como presidente interino de Venezuela, fue reflejado nuevamente su estatus en Wikipedia con la diferencia de que en esta ocasión su artículo solo puede ser editados por Bibliotecarios (debido al nivel de protección para evitar guerra de ediciones) quienes realizaron las modificaciones tras un consenso entre los editores, surgiendo nuevamente un bloqueo parcial a la página en el país sudamericano.

### Durante las elecciones presidenciales de Venezuela de 2024
El 27 de julio de 2024, la organización VE Sin Filtro reportó el bloqueo de Wikipedia en las redes de las empresas de telecomunicaciones Digitel y NetUno en Venezuela. Este bloqueo fue denunciado a través de la cuenta oficial de la ONG en la red social X (anteriormente conocida como Twitter), destacando que ocurre a pocas horas del inicio de las elecciones presidenciales del 28 de julio. La ONG señaló que la medida tiene como objetivo impedir la actualización de las páginas www.wikipedia.org y es.wikipedia.org. Desde el inicio de la campaña electoral el 4 de julio, se han bloqueado 14 portales web, incluyendo TalCual, El Estímulo, Medianálisis, Runrunes, Analítica y la misma VE Sin Filtro, todos por orden de la Comisión Nacional de Telecomunicaciones (Conatel).

## Reacciones

### Fundación Wikimedia
El 13 de enero de 2019 la Fundación Wikimedia declaró que iniciaría una investigación de lo que ocurrió realmente, pues hasta el día de su pronunciamiento seguía recibiendo tráfico de visitas y ediciones procedentes de Venezuela.

### Gobierno de Venezuela
El 15 de enero de 2019 el presidente venezolano Nicolás Maduro se pronunció con respecto a Wikipedia y expresó que la oposición venezolana «pretende asaltar el poder político y convertirse en presidente de la república de Wikipedia, de la república tuitera» en referencia a la guerra de ediciones que se desarrolló debido al nombramiento de Juan Guaidó como presidente en plena crisis presidencial. Maduro agregó «Allá ellos con su Wikipedia, con su Twitter».
Hasta la fecha, la única respuesta que ha dado el gobierno venezolano sobre el bloqueo de Wikipedia fue ofrecida el 18 de enero por William Castillo, viceministro de comunicación internacional, al medio digital eldiario.es. Castillo afirmó que «no existe ningún bloqueo a Wikipedia en Venezuela», responsabilizando la dificultad de acceso reportada por usuarios del teleoperador público a un posible «ataque de denegación de servicio (DOS) realizado por terceros, en el contexto de las operaciones de desestabilización política y comunicacional que están en marcha en Venezuela y que buscan, entre otros objetivos, dañar la imagen del país». Castillo también aseguró que las dos posibilidades de bloquear legalmente una página web en Venezuela es mediante un proceso administrativo que debe ser notificado a todas las partes involucradas «y que obliga a escuchar las correspondientes versiones» o mediante un bloqueo judicial, afirmando que «ninguna de las dos condiciones ha ocurrido en el caso de Wikipedia».

### Wikimedia Venezuela
En un comunicado, Wikimedia Venezuela indicó:

Durante las últimas 72 h, voluntarios de la asociación civil sin fines de lucro de Wikipedia nos han manifestado su imposibilidad de acceder a la enciclopedia libre a través del proveedor de servicios de Internet más importante de Venezuela, la empresa del Estado CANTV.
Wikimedia Venezuela. Extracto de Sobre el bloqueo de Venezuela, comunicado oficial, 16 de enero de 2019.

El 16 de enero de 2019 Wikimedia Venezuela le pidió al gobierno venezolano que desbloquee el acceso a Wikipedia en Venezuela.
Algunos usuarios indicaron a Wikimedia Venezuela que el bloqueo terminó el 18 de enero de 2019, Wikimedia intenta confirmar este hecho.

#### Violaciones a sus derechos humanos en 2022
El 17 de octubre de 2022, Óscar Costero, reconocido wikipedista, se presentó en la sede principal del Servicio Administrativo de Identificación Migración y Extranjería (Saime) en Caracas, tras enfrentar dificultades en línea para renovar su pasaporte. Lo que parecía ser un mero trámite administrativo se convirtió en una serie de violaciones de derechos humanos.
A su llegada, se le informó de una supuesta "prohibición de salida del país". Una funcionaria, que no quiso identificarse, lo mantuvo en espera durante horas y finalmente le obligó a firmar una declaración indicando que estaba siendo investigado y que no había sido maltratado durante su estancia en Saime. Esta situación escaló rápidamente cuando, sin previo aviso, fue detenido por el Cuerpo de Investigaciones Científicas, Penales y Criminalísticas (CICPC) y trasladado para ser interrogado.
Las interrogantes giraron en torno a su vida personal, finanzas y su vinculación con Wikimedia, así como su relación con Santiago De Viana, editor en temas políticos en Wikipedia. Se reveló que De Viana había sido blanco de difamación, acusado de corrupción y nexos con el narcotráfico. En esta difamación, también se mencionó a Costero.
Esta serie de eventos se relaciona con una persecución que comenzó después del apagón de 2019, intensificándose hacia finales de ese año contra Costero, De Viana y Wikimedia Venezuela. A pesar de ser liberado, Costero se encontró con restricciones a su libre tránsito y una continua negación a sus derechos fundamentales.
El 11 de noviembre de 2022, los abogados de Espacio Público trataron de acceder al expediente del caso, pero se enfrentaron a obstáculos por parte de las autoridades judiciales. Las irregularidades en el caso se acumularon, incluyendo la falta de información sobre los cargos específicos y el rechazo de una solicitud de amparo presentada en enero de 2023.
A pesar de la decisión judicial que alegaba que no se había cometido ningún acto lesivo contra Costero, es evidente que sus derechos al debido proceso, la libertad de asociación, la libre expresión y el libre tránsito fueron violados. Estos eventos son una muestra clara de la persecución judicial contra Costero y De Viana.
La defensa de Óscar Costero ha exigido repetidamente acceso completo al expediente del caso, enfatizando que sus derechos ya han sido gravemente vulnerados. La libertad de asociación y expresión son esenciales para una sociedad democrática y para el progreso de la misma. Se insta al Estado venezolano a respetar y garantizar estos derechos fundamentales, en línea con sus compromisos internacionales.

#### Controversia en Wikipedia
La tensión surgió a raíz de un conflicto editorial sobre el perfil biográfico de Juan Guaidó en Wikipedia. Los editores no lograron llegar a un consenso sobre si Guaidó debería ser reconocido como presidente de Venezuela. Esta "guerra de edición" llevó al gobierno a bloquear temporalmente el acceso a Wikipedia en el país. Aunque Wikimedia Venezuela solicitó claridad sobre las razones del bloqueo, el acceso se restableció una semana después sin una explicación oficial.

#### Detención y Violación al Debido Proceso
En octubre de 2022, Oscar Costero fue detenido de manera arbitraria cuando intentaba renovar su pasaporte. Durante su detención, fue interrogado sobre su vida personal, finanzas y su relación con Wikimedia y Santiago De Viana. Este acto fue denunciado por la ONG Espacio Público, que consideró la detención una violación del debido proceso. También se alega que Costero fue acusado sin fundamentos de legitimación de capitales e instigación al odio.

#### Campaña de difamación
De Viana fue particularmente susceptible a la difamación debido a un pseudónimo que utilizaba en Wikipedia, que estaba estrechamente ligado a su nombre real. A partir de ello, se lanzó una campaña de difamación en blogs anónimos, donde fue etiquetado como un "extorsionador de Wikipedia". Estos informes no verificados también vinculaban a los editores con actividades de narcotráfico.

#### Repercusión y respuesta
La ONG Espacio Público ha defendido activamente los derechos de Oscar Costero, exigiendo transparencia y acceso al expediente del caso. La organización subraya la importancia de la libertad de expresión y asociación, y destaca cómo son esenciales para la existencia de una sociedad democrática.
El caso de Costero y De Viana ilustra la precaria situación de la libertad de expresión en ciertas regiones y resalta los desafíos que enfrentan aquellos que contribuyen a la difusión de información libre y objetiva.

## Bloqueo posterior (2024)
El 28 de julio de 2024, el día de las elecciones presidenciales de Venezuela, volvió a producirse otro bloqueo de Wikipedia en Venezuela.